# マーガレット・ミッチェル
マーガレット・マナーリン・ミッチェル（Margaret Munnerlyn Mitchell、1900年11月8日 - 1949年8月16日）は、アメリカの小説家。長編歴史小説『風と共に去りぬ』で知られる。

## 生い立ち
1900年11月8日、ジョージア州北西部のアトランタ市ケイン街296番地に生まれる。父はユージン・ミューズ・ミッチェル、母はメーベル（旧姓スティーブンス）だった。兄が2人居り（1人は夭折）、末っ子の妹だった。父は弁護士であり、アトランタ弁護士会会長、アトランタ歴史協会会長を務め、アトランタの市史およびジョージア州史の権威として知られていた。ミッチェルの幼年期は南北戦争を生き抜いた母方の親類の影響を大きく受けた。一族は戦争に関する全て（南部連邦支持者が全てを失ったことを除き）を彼女に伝えた。ミッチェル自身が全ての真相を知ったのは10歳時であった。
1918年にワシントン神学校を卒業し、その後医学を志しマサチューセッツ州ノーサンプトンのスミス大学に入学する。だが翌1919年1月に母親がその年大流行したインフルエンザで死去し、ミッチェルは学業をあきらめアトランタへ戻った。この出来事は『風と共に去りぬ』で、スカーレットの母親が腸チフスで死去しタラへ戻る場面に反映された。
ミッチェルは、アトランタで『アトランタ・ジャーナル』に入社し、日曜版のコラム執筆者となった。1922年に彼女はベリーン・「レッド」・アップショーと結婚する。だがレッドは禁酒法下で（禁制の）酒の密売人であり、2年後の1924年に離婚する。ミッチェルは1925年7月4日にアップショーの友人であったジョン・マーシュと再婚した。再婚日を7月4日(アメリカ独立記念日)としたのは家族から独立の意志を示すためと言われている。

### 『風と共に去りぬ』出版に至るまで
ミッチェルは踝の骨折により、寝たきり生活を送っていた1926年に『風と共に去りぬ』を書きはじめたと伝えられている。夫マーシュは妻の気晴らしにと図書館から歴史書を借りてくるのだったが、あるとき「ねえ、そんなに本が好きなら、今度は自分で書いてみたら?」と言った。南北戦争の豊富な知識を持っていた彼女は、それを背景として自分の人生体験を叙事詩に綴っていった。執筆には旧式のレミントン・タイプライターが使われた。当初、主人公の名前はパンジー・オハラであり、オハラ家の領地であるタラはフォントノイ・ホールと呼ばれていた。
マーシュの協力的な姿勢も手伝って、ミッチェルは療養中の楽しみを創作に見出した、作品を最終章から書き出し、章を飛び飛びに書き進めるなど、独特な執筆手法を取っていた。時折夫に原稿を閲読してもらっていたものの、山積みになった原稿にタオルで覆いをしたり、戸棚やベッドの下に置いて、他人の目には触れないようにしていた。1929年には踝は完治し、作品もほぼ完成していたが、自身は創作活動への意欲を失っていた。
1935年、アトランタの一主婦として生きていた女性の運命を一変させる出来事があった。当時、南部地域で有望な作家を探していたマクミラン出版社の編集者、ハワード・ラザムがミッチェルのもとを訪れたのである。ラザムの同僚が2人の共通の友人であり、ミッチェルにアトランタを案内してもらう予定であった。すっかり彼女に惹かれたラザムは、これまでに何か書いたものはないかと尋ねた。彼女は困惑した。かつて新聞社に勤め、プロの書き手の意識を持っていた彼女にとって、出来損ないの古い原稿を編集者に見せるなど、思いも寄らないことであった。それでもラザムは「もし何か書いたら最初に読ませてください」と懇願するのだった。後日、この話を友人にしたところ、「あなたが本を書くなんてあり得ない話よね」と笑われ、腹を立てた彼女は、自宅に帰るとボロボロの封筒から古い原稿を引っ張り出した。The Georgian Terrace Hotelに着いたときには、ラザムはちょうどアトランタを発つために荷造りをしていた。「原稿があるわ―気が変わらないうちに持って行って」。
この原稿の分量は、小柄だったミッチェルの背の高さ以上だったため、ラザムはスーツケースを新たに買い足さなければならなかった。後になってミッチェルは自分の大胆な行動を振り返り背筋が寒くなる思いがした。そこで「気が変わりました。原稿は送り返してください」と書いた電報を送ったが、ラザムは原稿を読んで、未完成で荒削りな部分はあるが大ベストセラーになる作品だと確信していた。彼女は原稿の代わりに、作品出版を熱望するラザムの手紙を受け取り、続いてマクミランから稿料の前渡し分を受け取った。小説は1936年に完成したが、第一章は最後になり書かれた。
6月30日に『風と共に去りぬ』は出版、たちまち大成功をおさめ、同年のクリスマスには100万部を突破、1年後には150万部に達した。数年間でフランス語ほか29か国語に翻訳された。同年にピュリッツァー賞を受賞した。
3年後の1939年に、デヴィッド・O・セルズニックにより映画化された。1939年12月15日、アトランタのロウズ・グランド劇場でワールド・プレミアが開かれている。

### 死去

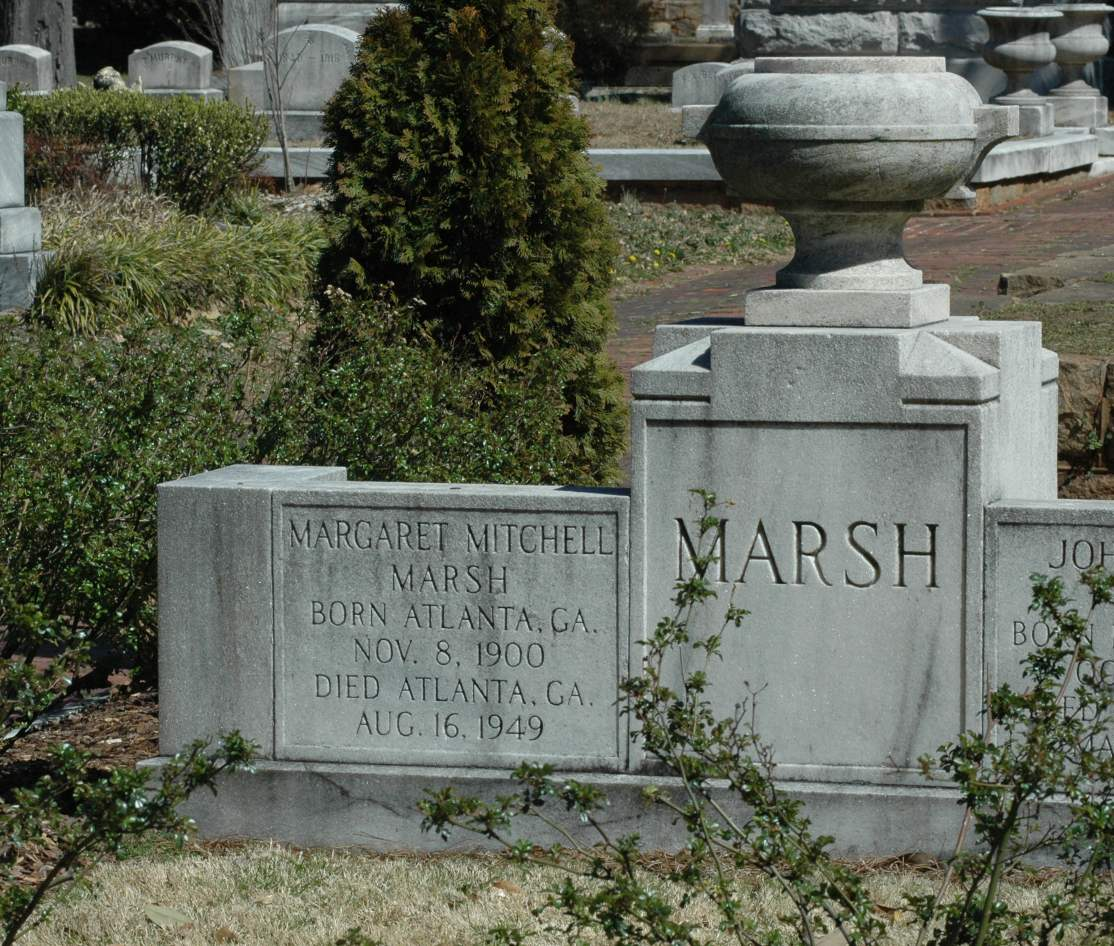
アトランタにあるミッチェルの墓

1949年8月11日、マーシュとアトランタのアーツ劇場へ出掛けた夜、その道中でピーチツリー街を横断時にヒュー・グラビットの運転する車に撥ねられた。その後、市内のグレーディ記念病院に運ばれたが、この事故の際の傷が元で5日後に息を引き取った。48歳没。グラビットは飲酒運転であり、過失致死で有罪となり、40年の重労働が宣告された。
グラビットはタクシー運転手で、当日は非番で自家用車を運転していたのだが、報道はこれをタクシー事故として煽りたて、ジョージア州のハーマン・タルマッジ知事（当時）は、以後タクシー運転手の認可規制強化を発表するまでに至っている。
事故の目撃者は、ミッチェルが車を確認せずに車道に飛び出したと証言しており、それ以前にも同様の行動を繰り返していたと友人が発言していた為、運転手の有罪については未だ論争となっている。
墓所はアトランタのオークランド墓地に埋葬された。生涯で発表した作品は『風と共に去りぬ』のみで、彼女の遺志により未発表の原稿は親族らによって破棄されたと言われる。
ミッチェルが執筆当時住んでいた家はアトランタの中心部にあり、現在は観光名所「The Margaret Mitchell House」である。アトランタの数マイル北のマリエッタには小説と映画を対象にした博物館「Scarlett On the Square」があり、撮影に使われた衣装や台本など、多くの関連資料を展示しており、マーガレット・ミッチェル自身が収集した『風と共に去りぬ』の外国語版も陳列されている。
同じジョージア州のクレイトン・カウンティー（アトランタの南にあり映画ではタラのロケ地となった）ジョーンズボロの中心部に「The Road to Tara Museum」がある。

## 日本語文献
- 『風と共に去りぬ』- Gone With the Wind 　
  - 大久保康雄・竹内道之助訳、電子書籍・グーテンベルク21（全5巻）

初訳版で、三笠書房、旧・新潮文庫[6]が多く再版された。
  - 鴻巣友季子訳、新潮文庫（全5巻）、2015年 - 新訳
  - 荒このみ訳、岩波文庫（全6巻）、2015-2016年

訳書は、各・電子書籍（Kindle版ほか）で再刊

### その他の著作
- 『「風と共に去りぬ」の故郷アトランタに抱かれて：マーガレット・ミッチェルの手紙』- Gone with the wind letters 1936～1949
リチャード・ハーウェル編、大久保康雄訳、三笠書房、1983年
- 『マーガレット・ミッチェル 十九通の手紙』 - A dynamo going to waste
ジェーン・ボナー・ピーコック編、羽田詩津子訳、潮出版社、1994年
- 『ロスト・レイセン』 - Lost Laysen　
デブラ・フリアー編、講談社、1996年。作者16歳の作品と多数の写真・手紙
- 『明日は明日の風が吹く　女はすべてスカーレット』 - Tomorrow is another day　 
早野依子訳、PHP研究所、2002年。新聞記者時代に書いた記事の集成

### 伝記研究
- 『タラへの道　マーガレット・ミッチェルの生涯』
アン・エドワーズ、大久保康雄訳、文藝春秋、1986年、文春文庫、1992年
- 『マーガレット ラブ・ストーリー　「風と共に去りぬ」に秘められた真実』
マリアン・ウォーカー、林真理子訳[7]、講談社、1996年、講談社文庫、1999年

### 作品研究
- 『謎とき『風と共に去りぬ』 矛盾と葛藤にみちた世界文学』 
鴻巣友季子、新潮社〈新潮選書〉、2018年
- 『風と共に去りぬ　マーガレット・ミッチェル』 
鴻巣友季子、NHK出版「100分de名著」[8]ブックス、2024年
- 『風と共に去りぬ　アメリカン・サーガの光と影』
荒このみ、岩波書店、2021年。文庫版・各巻解説と新章
- 『わが青春のスカーレット 「風と共に去りぬ」と女たち』
ヘレン・テイラー、池田比佐子・前田啓子訳、朝日新聞社、1992年
- 『風と共に去りぬ　スカーレットの故郷、アメリカ南部をめぐる』
越智道雄監修・文、吉田隆志写真、求龍堂グラフィックス、1993年
- 『「風と共に去りぬ」のアメリカ　南部と人種問題』
青木冨貴子、岩波新書、1996年
- 『「風と共に去りぬ」の女たち　ミッチェルの生き方とアメリカ南部』
大島良行、専修大学出版局、1996年